# ゴルゴンゾーラ駅
ゴルゴンゾーラ駅 (Gorgonzola) は、ミラノ地下鉄Linea 2の駅の一つである。駅は、1972年に開業し、1985年にジェッサーテまで路線延長されるまで、Linea 2（2号線）の終点として機能した。
駅は、ゴルゴンゾーラのコムーネ内にある。地上駅となっている。
駅はミラノ地下鉄の市内区間の外となっており、郊外料金が適用される。

## 蘊蓄
ゴルゴンゾーラが終点だった時代の1972年から1978年までは、ミラノ - ヴァプリオ・ダッダ間の郊外路面電車が残っていて供用していた。
チミアーノ - ゴルゴンゾーラの区間は1968年にアッダ急行線（アッダ路面電車の高速版）として作られた。
1972年からは（1969年からはチミアーノ - ゴッバ間）Linea 2により全日使用されることとなった。